# Antillas Neerlandesas en los Juegos Olímpicos de Roma 1960
Las Antillas Neerlandesas estuvieron representadas en los Juegos Olímpicos de Roma 1960 por cinco deportistas masculinos que compitieron en halterofilia.
El equipo olímpico no obtuvo ninguna medalla en estos Juegos.